# Finale della FIFA Confederations Cup 1997
La finale della FIFA Confederations Cup 1997 si è disputata il 21 dicembre 1997 al King Fahd International Stadium di Riad tra la nazionale brasiliana e quella australiana. L'atto conclusivo della manifestazione ha visto il netto successo per 6-0 del Brasile.

## Cammino verso la finale
Il Brasile, campioni del mondo in carica e gran favoriti per la vittoria, approdano in finale dopo aver vinto il proprio girone con due vittorie, contro Arabia Saudita (3-0) e Messico (3-2), e un pareggio contro l'Australia (0-0). Superato il girone incontrano la Repubblica Ceca, sconfitta per 2-0.
L'Australia passa il girone come seconda, alle spalle del Brasile, con una vittoria (3-1) contro il Messico, un pareggio (0-0) contro i brasiliani e una sconfitta (1-0) contro l'Arabia Saudita. In semifinale affrontano l'Uruguay e lo superano per 1-0.
In finale gli australiani rincontrano la squadra vincitrice del girone A, il Brasile.

## Tabellino
| Arbitro: | Un-prasert |

|                                                    |           |  |
| Ronaldo 15’, 27’, 59’ Romário 38’, 53’, 75’ (rig.) | Marcatori |  |

| Brazil | Australia |

|               |    |                  |     |
|               |    |                  |     |
| P             | 1  | Dida             |     |
| D             | 2  | Cafu             |     |
| D             | 3  | Aldair           |     |
| D             | 4  | Júnior Baiano    |     |
| D             | 6  | Roberto Carlos   |     |
| C             | 5  | Dunga (c)        |     |
| C             | 16 | César Sampaio    |     |
| C             | 19 | Juninho          |     |
| C             | 18 | Denílson         |     |
| A             | 9  | Ronaldo          | 72’ |
| A             | 11 | Romário          |     |
| Sostituti:    |    |                  |     |
| P             | 12 | Rogério Ceni     |     |
| A             | 7  | Bebeto           |     |
| C             | 8  | Flávio Conceição |     |
| C             | 10 | Leonardo         |     |
| D             | 13 | Zé Maria         |     |
| D             | 14 | Gonçalves        |     |
| C             | 15 | Zé Roberto       |     |
| C             | 17 | Doriva           |     |
| C             | 20 | Rivaldo          |     |
| C             | 21 | Rodrigo Fabri    |     |
| D             | 22 | Russo            |     |
| Allenatore:   |    |                  |     |
| Mário Zagallo |    |                  |     |

|                |    |                 |     |     |
|                |    |                 |     |     |
| P              | 1  | Mark Bosnich    |     |     |
| D              | 4  | Milan Ivanović  |     |     |
| D              | 14 | Tony Vidmar     |     | 31’ |
| D              | 5  | Alex Tobin (c)  |     |     |
| D              | 2  | Steve Horvat    |     | 55’ |
| D              | 3  | Stan Lazaridis  |     |     |
| C              | 8  | Craig Foster    |     |     |
| C              | 6  | Ned Zelić       |     |     |
| C              | 10 | Aurelio Vidmar  |     | 31’ |
| A              | 9  | Mark Viduka     | 24’ |     |
| A              | 11 | Harry Kewell    |     |     |
| Sostituti:     |    |                 |     |     |
| P              | 20 | Željko Kalac    |     |     |
| C              | 7  | Robbie Slater   |     |     |
| D              | 12 | Matthew Bingley |     | 55’ |
| D              | 13 | Robbie Hooker   |     |     |
| C              | 15 | Josip Skoko     |     |     |
| A              | 16 | Paul Trimboli   |     |     |
| A              | 17 | Damian Mori     |     |     |
| A              | 18 | John Aloisi     |     | 31’ |
| C              | 19 | Ernie Tapai     |     |     |
| D              | 21 | Kevin Muscat    |     | 31’ |
| Allenatore:    |    |                 |     |     |
| Terry Venables |    |                 |     |     |